# Min Xiao-Fen
Min Xiao-Fen est une luthiste et compositrice chinoise connue pour sa virtuosité son style fluide. Elle a joué du pipa sur I See Who You Are par Björk sur son album Volta.